# Bodhi

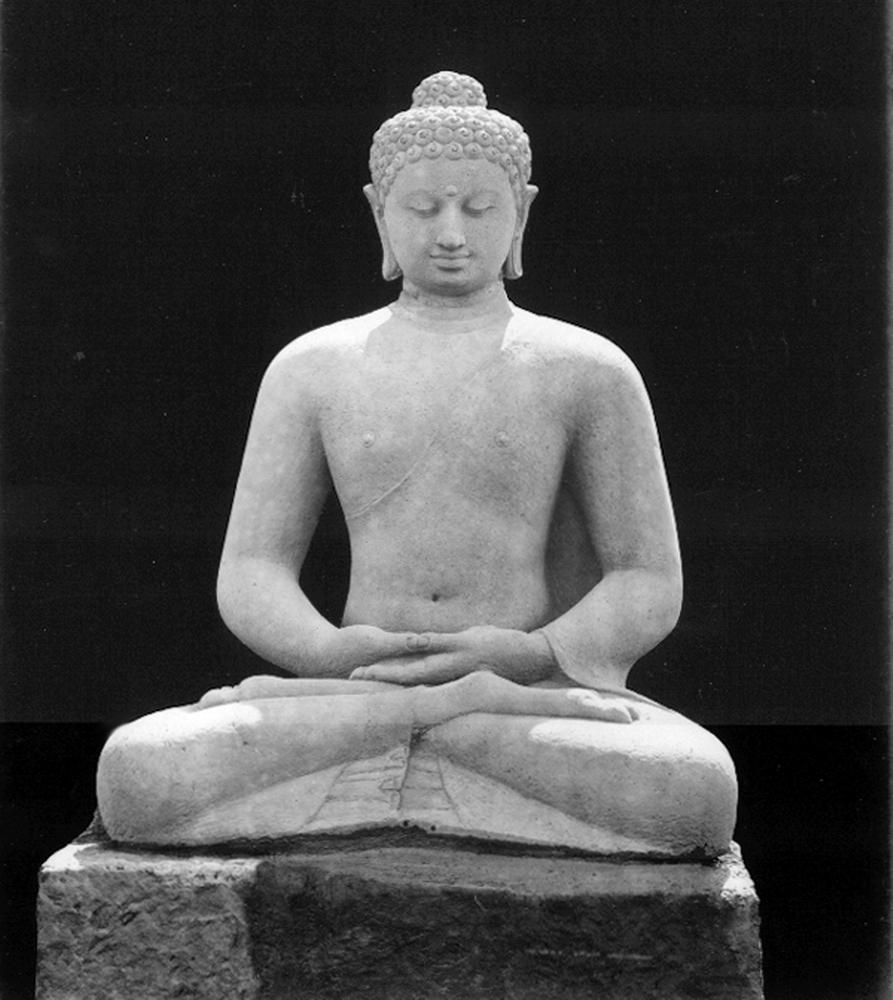
Darstellung des sitzenden Buddha Amitabha (Borobudur), die Hände in der Dhyāna-mudrā, der Geste der Konzentration auf das Dharma und das Erreichen des Bodhi

Bodhi (Sanskrit बोधि IAST bodhi und Pali bodhi; wörtlich: Erwachen, häufig auch mit Erleuchtung übersetzt) bezeichnet im Buddhismus einen Erkenntnisvorgang, der auf dem vom Buddha gelehrten Erlösungsweg von zentraler Bedeutung ist. Das Wort stammt von einer Sanskrit-Wurzel, von der auch „buddha“ (wörtlich „der Erwachte“) abgeleitet ist.

## Allgemein
Ein Buddha ist nach der buddhistischen Lehre ein Wesen, welches aus eigener Kraft – also nicht dank fremder Belehrung und Anleitung – die Reinheit und Vollkommenheit seines Geistes erreicht und somit eine grenzenlose Entfaltung aller „seiner“ Potenziale erlangt hat: vollkommene Weisheit (Prajñā), unendliches Mitgefühl (Karuna) mit allem Lebendigen und dadurch (worauf besonders die chinesische und japanische Ikonografie deutlich hinweist) vollständige Heiterkeit.
Voraussetzungen sind das vollständige Begreifen der Vier Edlen Wahrheiten, die Überwindung aller an das Dasein bindenden Bedürfnisse und Täuschungen und somit das Vergehen aller karmischen Kräfte. Durch Bodhi wird der Kreislauf des Leidens, Samsara, durchbrochen und Nirwana erlangt.
Um dies zu erlangen, gab der Buddha der Legende zufolge zu Lebzeiten 84.000 Belehrungen, die alle darauf gerichtet waren, das Leiden im Samsara zu beenden und Bodhi zu erlangen. Die Praxissysteme aller buddhistischen Schulen greifen auf die Belehrungen Buddhas zurück, die den Kern der Lehre – des Dharma – bilden, betonen teilweise aber unterschiedliche Aspekte.
Innerhalb des Zen-Buddhismus bestehen zwei unterschiedliche Lehrmeinungen: diejenige von Bodhi als spontan und plötzlich eintretendem Erlebnis (z. B. Hui Neng, der 6. Patriarch) und die von der allmählichen meditativen Selbstvollendung (z. B. Shenxiu). Aber auch mit dem spontanen Erlebnis ist nicht ein einmaliger Vorgang gemeint, durch den endgültiges Wissen in absoluter Vollständigkeit erlangt wird, sondern alle Meister haben ihre erlangte Einsicht jahrzehntelang, oft auch bei anderen Meistern, vertieft. Die Vorstellung, eine blitzartige „Erleuchtung“ erreichen zu können oder gar zu wollen, ist nach diesen Lehren der gelassenen, geduldigen meditativen Übung abträglich und bewirkt eher das Gegenteil.
Dagegen wird beispielsweise im Theravada Bodhi immer als ein blitzartiger Durchbruch zum Erfassen der Wahrheit/Wirklichkeit gesehen, auch wenn der Weg dorthin über einen mühevollen Übungsweg führen mag.
Mit der Kurzbezeichnung „Bodhi“ wird auch der im Buddhismus als Symbol des Buddha verehrte Bodhi-Baum genannt.

## Arten der Erlangung von Bodhi

### Pratyeka-Buddha
Der Pratyeka-Buddha erreicht Bodhi nur durch eigene Bemühungen, ohne die Hilfe von Lehrern. Gemäß dem Tripitaka erscheinen solche Buddhas nur in Zeiten, in denen das Dharma, die Lehre, verloren gegangen ist. In einer solchen Zeit können auch mehrere Pratyeka-Buddhas zugleich erscheinen. Ihre Fähigkeit, anderen zu helfen, Bodhi zu erreichen, gilt als geringer als jene der Arhats und Bodhisattvas.

### Sravaka-Buddha
Der Shravaka-Buddha erreicht Bodhi mit Hilfe von Lehrern. Ein so Erwachter wird im Theravada als Arhat bezeichnet. Arhats gelten als gute Lehrer, die, nicht zuletzt wegen ihrer eigenen Erfahrungen, anderen Menschen helfen können, selbst Bodhi zu erreichen. In der Darstellung des Mahayana hat ein Arhat zwar die Ich-Vorstellung überwunden, ist aber in der Sichtweise noch an die Dualität von Subjekt-Objekt gebunden. Was einen Widerspruch bedeutet, da es ohne Ich-Vorstellung ja keine Subjekt-Objekt Bindung geben kann.
Daher ist nach dem Mahayana noch das Durchlaufen von 10 Bodhisattva-Stufen notwendig, um letztendlich Bodhi zu erlangen. Hingegen hat ein Arhat in der ursprünglichen Lehre alles Anhaften und Nichtwissen überwunden und ist somit an nichts mehr gebunden.

### Vollkommen erwachter Buddha
Der vollkommen Erwachte (Samyak-Sambuddha) gilt als die perfekte, mitfühlendste und allwissende Form eines Buddha, der den Dharma durch eigenes Bemühen vollkommen erfasst hat und in der Lage ist, es anderen so zu vermitteln, dass auch sie aus dem Kreislauf des Samsara befreit werden. Der historische Buddha Shakyamuni (aus dem Geschlecht der Shakya) war ein solcher vollkommen erwachter Buddha. Nach der buddhistischen Überlieferung erscheint ein vollkommen erwachter Buddha zu Beginn eines Neuen Zeitalters. Nach der Überlieferung hat der Buddha tausend solche Buddhas für dieses Äon prophezeit; er, der Buddha Shakyamuni, sei der vierte von ihnen. Der nächste Buddha soll danach Maitreya heißen.

## Feiertage
Der Erleuchtungstag oder Bodhi-Tag ist ein Gedenktag im Mahayana-Buddhismus, der an die Erleuchtung  von Shakyamuni Buddha unter dem Bodhi-Baum im Jahr 525 v. Chr. erinnert. Der Bodhi-Tag wird in vielen gängigen Mahayana-Traditionen gefeiert, zum Beispiel in den traditionellen Zen- und Amitabha-Schulen in China, Korea, Japan, Vietnam und auf den Philippinen. Der Bodhi-Tag wird im Buddhismus nicht so häufig gefeiert wie der Vesakh-Tag, an dem die Geburt, die Erleuchtung (Nirvāna) und das Verscheiden (Parinirvāna) von Gautama Buddha gefeiert werden.